# NGC 391
NGC 391 (również PGC 3976 lub UGC 693) – galaktyka eliptyczna (E-S0), znajdująca się w gwiazdozbiorze Wieloryba. Odkrył ją George Phillips Bond 8 stycznia 1853 roku.